# H.A.T.E.U.
H.A.T.E.U. è il terzo singolo estratto da Memoirs of an Imperfect Angel, dodicesimo album in studio della cantautrice statunitense Mariah Carey. La canzone è stata prodotta da Tricky Stewart e The-Dream e scritta dalla stessa Carey.
Il debutto ufficiale della canzone nelle radio americane è previsto per il 2 novembre 2009. Il remix ufficiale del singolo è stato realizzato in collaborazione con i rappers Big Boi, Gucci Mane e OJ Da Juiceman.

## Video musicale
Il video della canzone è stato girato il 4 novembre 2009 a Malibù in Los Angeles, California ed il 6 novembre a New York. Mariah, nel video, cammina in riva al mare mentre canta la canzone.
Il video è stato diretto da Brett Ratner, già regista di altri sette video di Mariah: Obsessed (2009), Touch My Body (2008), We Belong Together (2005), It's like That (2005), Thank God I Found You (2000), Heartbreaker (1999), e I Still Believe (1998).
Dustin Robertson, più conosciuto come AVIDDIVA, si è occupato del montaggio del video. Ha già lavorato sulle due versioni del video di Obsessed (originale e remix), It's like That e We Belong Together nel 2005.
Il video è stato mostrato in anteprima l'8 dicembre 2009 sul sito VEVO.com.

## Promozione
- Mariah ha interpretato la canzone nei suoi concerti a Las Vegas il 9 ed il 10 ottobre.
- La Carey ha cantato il brano il 13 ottobre in nello show televisivo Yu hui yeol's Sketchbook.
- La canzone è stata interpretata, insieme ad altri tre brani, il 2 ottobre al Today Show.
- Il singolo è stato cantato nel concerto del 5 ottobre 2009, riservato ai vincitori di un concorso, al P.C. Richard Theater in TriBeCa, New York.[5]

## Classifiche
Il singolo ha debuttato alla posizione #76 della classifica Hot R&B/Hip-Hop Songs il 22 ottobre 2009, oltre una settimana prima dell'uscita ufficiale nelle radio, salendo poi fino alla posizione numero #72.